# Сандро Шварц
Сандро Шварц (нім. Sandro Schwarz, нар. 17 жовтня 1978, Майнц) — німецький футболіст, що грав на позиції півзахисника. По завершенні ігрової кар'єри — тренер.

## Ігрова кар'єра
Народився 17 жовтня 1978 року в Майнці. Вихованець футбольної школи місцевого «Майнц 05». Дорослу футбольну кар'єру розпочав 1998 року в основній команді того ж клубу, в якій провів шість сезонів, взявши участь у 100 матчах чемпіонату.
Протягом 2004—2005 років захищав кольори клубу «Рот-Вайс» (Ессен), а завершував ігрову кар'єру у «Веені», за яку виступав до 2009 року.

## Кар'єра тренера
Розпочав тренерську кар'єру відразу ж по завершенні кар'єри гравця, 2009 року, очоливши тренерський штаб клубу «Веен».
Згодом у 2011—2013 роках тренував команду «Ешборн», а 2015 року повернувся до структури рідного «Майнц 05», очоливши його другу команду. А вже 2017 року очолив головну команду клубу з Майнца, зя якою працював два роки.
У жовтні 2020 року очолив російський «Динамо» (Москва). Залишив московську команду у травні 2022 року після програшу у фіналі Кубка країни.
Вже у червні того ж 2022 року продовжив тренерську кар'єру на батьківщині, уклавши дворічний контракт із берлінською «Гертою». Утім був звільнений, не допрацювавши й один повний сезон, у квітні 2023 після поразки 2:5 від одного з конкурентів у боротьбі за збереження місця в Бундеслізі «Шальке 04», яка залишила берлінців на дні турнірної таблиці.